# 島紘子
島 紘子（しま ひろこ、1979年 - ）は1990年代後半から2000年代前半に活動した歌手。沖縄県出身。

## 略歴
幼い頃から沖縄タレントアカデミーに通っていた。仲間由紀恵や亜波根綾乃とは同期であり、親友である。
1995年、浦添高校1年生として在学中の16歳の時に第19回長崎歌謡祭に沖縄代表として出場し、尾崎亜美の「風のライオン」を歌唱してグランプリを獲得。その後1996年、17歳で沖縄県から東京に上京し、サンテックジャパン専属の歌手として12月6日に発売された『里見の謎』にてナレーションと主題歌「流星のティアラ」、「時空を越えた恋人たち」でプロデビューを果たす。1997年には同じくサンテックジャパンから発売された『10101〜“WILL”The Starship〜』で主題歌を担当した。
サンテックジャパンが業績不振により1998年にゲーム事業から撤退してからは目立った活動が無くなってしまったものの、同年9月に開催されたポニーキャニオンの新人発掘オーディションで最優秀賞を受賞する。これを契機に1999年に故郷の沖縄県に戻り、前述のポニーキャニオンのオーディションで同じく最優秀賞を受賞した高宮城のり子、松川奈津紀、新里ななえと共に沖縄タレントアカデミープロデュースでボーカルグループSYRUPを結成する。同年4月29日にデビュー曲「FLOWERS」を沖縄県内限定で発売したり、沖縄県内のイベントやライブなどに参加しているが、人気や売れ行きは芳しくなく、SYRUPはその後しばらくして活動を停止しており現在は解散状態となっている。
2001年、5年越しで里見の謎のサウンドトラックが200枚のみ限定発売され、久しぶりに島の新録音メッセージも収録された。島はこのサウンドトラック内で「私もまた歌いたくなってきた」「何かのチャンスがあればきっとまた歌う」と言う発言をしていることから、この頃には歌手活動をほぼ停止していたようである。
さらに12月に1stアルバムがサンテックレコードから発売されると予告されたものの（題名『未定』品番STCX-0006）、諸事情（専属していたサンテックジャパンの経営悪化やアダルトゲームへの業務転換などが原因と言われている）により企画は立ち消えとなってしまった。
所属していたサンテックジャパンが2004年に倒産した後はメディアから遠ざかり、その後の芸能活動については不明である。2018年1月に出版されたゲーム関連ムックには本人と一切連絡が取れず消息不明であることが明言されている。

## 出演作品
- 里見の謎（ナレーション、主題歌「流星のティアラ」「時空を越えた恋人たち」）
- 10101~“WILL”The Starship~（主題歌「SPACE MAGIC」）

## シングルCD
- 「Flowers」（1999年4月28日）ポニーキャニオン